# 3405 Daiwensai
3405 Daiwensai (1964 UQ) là một tiểu hành tinh vành đai chính được phát hiện ngày 30 tháng 10 năm 1964 bởi Đài thiên văn Tử Kim Sơn ở Nanking.